# Comité national de pilotage du redéploiement de l'Administration
Le Comité national de pilotage du redéploiement de l’Administration (CNPRA) de Côte d'Ivoire est une structure administrative créée le 27 octobre 2003 par les autorités ivoiriennes en vue d'organiser le retour des personnels de l'État dans les zones qu'ils avaient abandonnées sous la contrainte de la guerre. Cet organisme public a pour missions de concevoir, coordonner et assurer la mise en œuvre d'un programme national ayant vocation à restaurer l'autorité de l'État sur l'ensemble du territoire et à conduire à une reprise d'activités des services publics dans les territoires anciennement occupés par la rébellion ivoirienne. Le CNPRA développe son programme dans le domaine de la création d'un environnement favorable à la reprise de service dans les territoires concernés, il œuvre au retour effectif des personnels publics dans ces zones et entreprend aussi bien la réhabilitation que de l'équipement sommaire d'édifices publics. Le CNPRA développe enfin des activités tournées vers la recherche de la cohésion sociale.
Les activités du Comité national de pilotage du redéploiement de l’Administration s'inscrivent dans le cadre du programme de sortie de crise conduit par le Premier ministre et couvrant le secteur du désarmement, de la démobilisation et de la réinsertion (DDR) des combattants, celui de l'identification des populations et de la reconstitution des registres de l'état civil détruits du fait de la crise, ainsi que celui de l'organisation des opérations électorales.

## Contexte
La crise politico-militaire en Côte d'Ivoire a provoqué un déplacement important de populations parmi lesquelles ont été identifiés 24 437 fonctionnaires et agents de l'État. L'abandon par les fonctionnaires de la zone tombée sous le contrôle de la rébellion a conduit à la fermeture de la plupart des services publics. Cette situation a privé les populations de la présence de l'État dans divers domaines et en particulier ceux de l'éducation nationale et de la santé.
Bien que diverses initiatives nationales et internationales se soient déployées pour pallier cette situation, elles n'ont pas suffi à suppléer totalement l'absence de l'État dans les zones contrôlées par la rébellion communément identifiées sous le vocable de Zones CNO (Centre, nord, ouest). Le gouvernement ivoirien a été amené à créer un Comité national de pilotage du redéploiement de l'Administration (CNPRA), par décret, pour traduire en plan d’actions concrètes le Programme national visant à assurer le retour efficace de l'Administration dans les territoires abandonnés par les fonctionnaires. Le CNPRA, à travers son programme, identifie, prépare et coordonne tous les projets concourant au retour des personnels de l'État et à la reprise des services publics dans les zones abandonnées. Il recherche et mobilise les ressources et appuis indispensables à la réalisation de ces activités. Cet organisme œuvre avec l’ensemble des départements ministériels qui disposent chacun d'un comité spécifique de redéploiement de l'Administration ; il dispose de relais territoriaux en l'occurrence des coordinations départementales et assure également une liaison avec les organismes internationaux de développement basés en Côte d'Ivoire.

## Le concept du redéploiement de l’Administration

### Du déploiement au redéploiement
Le vocable du déploiement, dérive du vieux français desploier qui signifie : développer ce qui est plié, étendre, montrer, étaler. Si desploier ou déployer s’avère d’usage largement commun, le déploiement en revanche est à l’origine, une notion plutôt militaire qui traduit la mise en place de forces en formation de combat ou le déplacement de forces dans les zones d'opérations ou encore, relativement à l’armée de mer, le mouvement de tactique au cours duquel une flotte marchant en colonnes passe à la formation en ligne de file. Il s’agit, en définitive, d’une action consistant à faire occuper un grand espace aux troupes sur le terrain. Ce vocable français sera traduit en anglais par les termes "deploy" et "deployment". La terminologie du déploiement ou du deployment usitée tant en français qu’en anglais, s’est déportée dans divers domaines dont principalement ceux de l’aéronautique, de la gestion et de l’informatique.
Alors que desploier, déployer et déploiement sont des expressions typiquement françaises, le terme redéploiement s’avère, paradoxalement d’origine anglophone et identifié seulement en 1913, selon Webster's Dictionary. Comme ce fut le cas pour le déploiement, c’est encore et toujours l’armée qui s’approprie le vocable du redéploiement dès les premiers moments. Les américains qui en ont l’usage pendant de nombreuses années, le communiquent involontairement à leurs alliés, à la faveur de la Seconde Guerre mondiale, dans les divers rapports relatifs à leur redeployment planning (plan de redéploiement) initié en 1944 par le War Department (département de la guerre). Conséquemment, à la fin de la Seconde Guerre mondiale, ce terme apparaît formellement dans le monde francophone.
C’est Charles de Gaulle qui, le premier, risque le mot en français. Dans une correspondance adressée à Georges Bidault le 20 juin 1945, il écrit notamment : « Mon cher Ministre, les rapports reçus de Washington et de Londres, au sujet de notre zone d'occupation en Allemagne, font ressortir que le gouvernement américain tient à conserver dans sa zone: le Taunus, Wiesbaden, Darmstadt et Mannheim, durant la période de redéploiement des forces américaines » Le mot est lâché par le Général avec prudence ; en observant la précaution de le proposer entre des guillemets mais l’idée parait assez explicite : il s’agit du transfert d’activités militaires d'un secteur à l'autre ; de la réaffectation des hommes et/ou des équipements ou, plus simplement, de la réorganisation du dispositif militaire.
Comme c’est le cas pour l’usage du vocable déploiement dans des domaines autres que militaires, le terme strictement militaire de redéploiement connaît, lui aussi, une mutation significative quand il est repris le 26 novembre 1966 par le journal Le Figaro, dans une perspective purement économique.  Dans cette optique, il décrit la réorganisation d'une politique économique par la modification des implantations des moyens de production et/ou des investissements ainsi que par la réaffectation des personnels. Il s’agit d’une sorte de réorganisation d’un dispositif économique, comme l’on réorganiserait un dispositif militaire. L’on évoque alors le redéploiement industriel ; le redéploiement des entreprises ou le redéploiement de la main d’œuvre. En économie politique et sociale, le terme se rapportera à la rémunération du travail dans sa version "redéploiement salarial", pour désigner le remaniement de la grille salariale d'une entreprise. Le terme, martial à l’origine, devient alors transdisciplinaire.

### Du redéploiement militaire au redéploiement de l'Administration
La formule du redéploiement de l’Administration apparaît, timidement le 3 juin 2003, dans un projet de réinstallation du dispositif administratif d’État dans les zones ayant connu la guerre en Côte d’Ivoire. Alors que dans l’Accord de Linas-Marcoussis, la description du programme de désarmement des belligérants (DDR) et du processus d’organisation des élections, s’avèrent parfaitement claires, il apparaît une préoccupation que diverses expressions n’arrivent pas à résumer : restaurer l’autorité de l’État sur l’ensemble du territoire national, restaurer l’Administration et les services publics, faciliter la reprise des activités scolaires, administratives, économiques et sociales. En fait, réorganiser les services publics dans les zones abandonnées. Les autorités ivoiriennes, par analogie aux domaines militaire et économique, ont estimé qu’il s’agissait d’une réorganisation du dispositif administratif dans les zones abandonnées du fait de la crise ivoirienne et ont ainsi avancé le vocable de "redéploiement de l’Administration".
Le 25 juillet 2003, dans le compte rendu de la 4793e réunion du Conseil de sécurité de l’ONU relative à la situation en Côte d’Ivoire, apparaît, la version anglophone de la formule  qui en est une traduction littérale : the redeployment of administration. L’expression est désormais reprise dans différents rapports, comptes-rendus et résolutions de l’ONU et renvoie désormais à la réorganisation ou encore à la modification d’une stratégie ou d’un dispositif administratif.

## Programme de redéploiement de l'Administration

### Objectifs
Le Programme national de redéploiement de l'Administration (PNRA) est présenté par le gouvernement ivoirien comme une nécessité permettant notamment le retour dans les zones qu'ils avaient abandonnés, des autorités administratives, judiciaires et des fonctionnaires et agents de tous les services publics.
Ce programme vise la restauration sur l’ensemble du territoire ivoirien, de l’autorité de l’État mise en difficulté par la crise et se propose d'assurer par ce moyen, un égal accès des citoyens aux services publics.
Sur le plan économique, il répond à la déstructuration des circuits économiques et financiers ainsi qu'à l'accentuation de la pauvreté résultant de la guerre. Il est destiné aussi à faire face aux alertes sanitaires notées dans les zones Centre-nord-ouest (CNO) ainsi qu'aux menaces de fermeture des écoles et des universités.
Le PNRA s'est présenté enfin comme une opération préélectorale majeure dans un contexte où l’organisation d’élections ouvertes, justes et transparentes constituait un enjeu majeur du processus de sortie de crise et du retour à la paix en Côte d’Ivoire. Ces opérations électorales devaient être précédées par le retour des populations et animées par du personnel électoral constitué à environ 90 % de fonctionnaires.

### Phasage
Le programme national de redéploiement de l'administration en Côte d'Ivoire, a été conçu pour être réalisé en deux phases. Une phase expérimentale dite également phase pilote qui couvre 25 % de la Zone CNO constitués par les départements Guiglo, de Duékoué, de Toulepleu, de Danané, de Bangolo et de Tabou, tous situés dans la partie sud-ouest du pays. Ce territoire correspond à une zone de guerre restée sous le contrôle des FANCI après les hostilités et qui pouvait immédiatement recevoir le retour des services publics sans nécessiter de la part le l'État, une négociation avec les Forces nouvelles.
Une seconde phase, plus importante, a été prévue au programme : la phase de redéploiement général. Elle concerne, outre les territoires touchés par l'opération pilote, toutes les circonscriptions administratives situées dans la zone contrôlée par les Forces nouvelles. Cette deuxième étape du programme couvre 75 % de la Zone CNO constitués par les départements de Bouaké, Béoumi, Biankouma, Bouna, Boundiali, Dabakala, Danané, Ferkessédougou, Katiola, Korhogo, Man, Mankono, Odienné, Sakassou, Séguéla, Tengréla, Touba, Vavoua, Kounahiri, Kouibly, Madinani et Minignan.

### Composantes
Le programme ivoirien de redéploiement de l'administration s'articule, pour l'essentiel, autour de quatre composantes. La première regroupe toutes les activités préparatoires et a pour but de créer un environnement favorable par la sensibilisation des principaux partenaires de l’opération au moyen de vastes campagnes de communication. De même, la première composante du programme prévoit la réalisation de l’inventaire des besoins, des plans sectoriels de redéploiement et des budgets, le recensement des personnels disponibles, des anciens et nouveaux postes à pourvoir, des besoins matériels et financiers, des besoins en formation ainsi que des
budgets et plans sectoriels de redéploiement.
Une seconde composante du programme s'intéresse à l'organisation du retour des autorités et des personnels publics. Il s'agit, dans ce volet, d'assurer le déplacement physique et l'accueil des fonctionnaires dans la zone contrôlée par les Forces nouvelles mais également de veiller à y maintenir les agents réaffectés. Des primes d'encouragement sont octroyées aux personnes reprenant service. Bien souvent, les agents de l'État ont du mal à faire fonctionner les services faute d'infrastructure à même de les accueillir ou en raison d'un manque de matériel de travail.
Une troisième approche du programme de redéploiement est orientée vers cette difficulté et se charge d'effectuer des réhabilitations sommaires d'édifices publics ainsi que leur équipement. 3 657 édifices publics ont été répertoriés par ce comité en vue d'être réhabilités pour un coût global estimé à 44 milliards de francs CFA.
Enfin, les traumatismes divers subis par de nombreux fonctionnaires dont certains sont psychologiquement déstabilisés trouvent un cadre de traitement dans un quatrième volet du programme national de redéploiement de l'administration.

## Organisation et Fonctionnement
Le Comité national de pilotage du redéploiement de l’administration est composé par les organes suivants : une présidence, une coordination générale, un secrétariat exécutif et des comités de redéploiement internes aux ministères.

### La Présidence du CNPRA
Le CNPRA est présidé par le Premier ministre de Côte d'Ivoire. Celui-ci définit les grandes orientations du programme et supervise l'ensemble des activités de la structure. Il assure la présidence d'un comité constitué de ministres ayant du personnel à déplacer dans les zones abandonnées. Il est théoriquement assisté par le Ministre d'État chargé du programme de reconstruction et de réinsertion ainsi que le Ministre d'État, Ministre du Plan et du développement mais ces portefeuilles n'existent plus.
Le poste a été successivement occupé  par les Premiers ministres Seydou Diarra, Charles Konan Banny, Guillaume Soro et Jeannot Kouadio-Ahoussou. L'actuel président du CNPRA est le Premier ministre Daniel Kablan Duncan.

### La Coordination générale du CNPRA
La coordination générale du CNPRA est dirigée par le ministre chargé de la Fonction publique qui en est le Coordonnateur général. Celui-ci est assisté par le ministre chargé de l'Administration du territoire, le Coordonnateur général adjoint. Ces deux personnalités veillent à la mise en œuvre du programme national de redéploiement de l'Administration et supervisent les activités du Secrétariat exécutif de la structure.
Les différents Ministres ayant été Coordonnateurs généraux du CNPRA sont Hubert Oulaye, Emile Guirieoulou et Badjo Jeanie Elisabeth Djekouri Dagbo. Le Coordonnateur général actuel du CNPRA est Gnamien Konan.

### Le Secrétariat exécutif du CNPRA
Le secrétariat exécutif du CNPRA est l'organe d'exécution de la structure. Il est chargé de la mise en œuvre effective du Programme de redéploiement de l'Administration. Il est dirigé par un Secrétaire exécutif ayant rang de Directeur général d'administration publique, nommé par le Premier ministre, Président du CNPRA. Le Secrétaire exécutif qui relève au niveau hiérarchique de la Coordination générale, est le chef du programme et du personnel chargé de le mettre en œuvre. Il veille au fonctionnement permanent des services qui sont répartis, outre ceux de son cabinet, entre quatre départements : 
- Le département administratif et technique ;
- Le département formation, communication et sensibilisation ;
- Le département comptabilité et matériel ;
- Le département des opérations et moyens généraux.

Le Secrétaire exécutif coordonne également les actions de douze délégations régionales. Il anime aussi le réseau des comités internes des ministères chargés du redéploiement de l'Administration.
Deux personnalité ont occupé le poste depuis sa création : Bamba Cheick Daniel et Eben-Ezer Guébo Dja, son actuel titulaire.

### Les Comités internes de redéploiement de l'Administration
Les départements ministériels et les structures privées membres du Comité national de pilotage du redéploiement de l'Administration sont tenues par la réglementation en vigueur, à mettre en place en leur sein des comités chargés du redéploiement de leurs personnels. Ces comités sont chargés d'élaborer les plans sectoriels de redéploiement en collaboration avec le Secrétariat exécutif du CNPRA.
Une trentaine de comités internes de redéploiement de l'Administration ont pu être mis en place dans les ministères et organisations membres de la structure.

## Activités
Le programme national de redéploiement de l'Administration se développe en deux phases : une phase pilote et une phase générale.

### La phase pilote
Dès après la signature de l'Accord de Linas Marcoussis, le gouvernement ivoirien, par le moyen du CNPRA a réalisé un projet pilote de redéploiement de l'administration à l'ouest du pays dans les territoires alors contrôlés par les forces armées nationales de Côte d'Ivoire.
Ce projet qui a concerné le retour de 3 962 fonctionnaires et agents de l'État, a également permis la restauration de certains édifices publics, le désenclavement de plusieurs régions, la fourniture en eau potable et le rééquipement de nombreux services de l'administration publique.

### La phase générale
À l'issue de la phase pilote, une phase générale de redéploiement de l'administration concerne 24 départements de la zone centre, nord et ouest du pays. Elle a pour vocation d'organiser le retour d'environ 24 000 fonctionnaires et agents de l'État dans cette zone pour restaurer l'autorité de l'État, faire fonctionner à nouveau les services publics et appuyer l'organisation des élections générales.